# 59 リヴォリ
59 リヴォリは、フランスのパリにあるアートギャラリーである。 1999年秋からこの空きビルは、アーティスト集団KGBセル(カレックス、ガスパール、ブルーノの３人のファーストネームの頭文字による)を中心とする10代から69代まで約30名のアーティスト集団によって不法占拠(スクワット)されていたが、2001年に130年ぶりに左派勢力がパリ市長の座を奪還。アーティストの保護を公約に掲げた新市長が2006年に空きビルの所有者から460万ユーロ(日本円にして、約6億2,000万円)で買取り、以降合法化された。 会場は、パーティー、展示会、パフォーマンスで知られるようになった。 

## 歴史

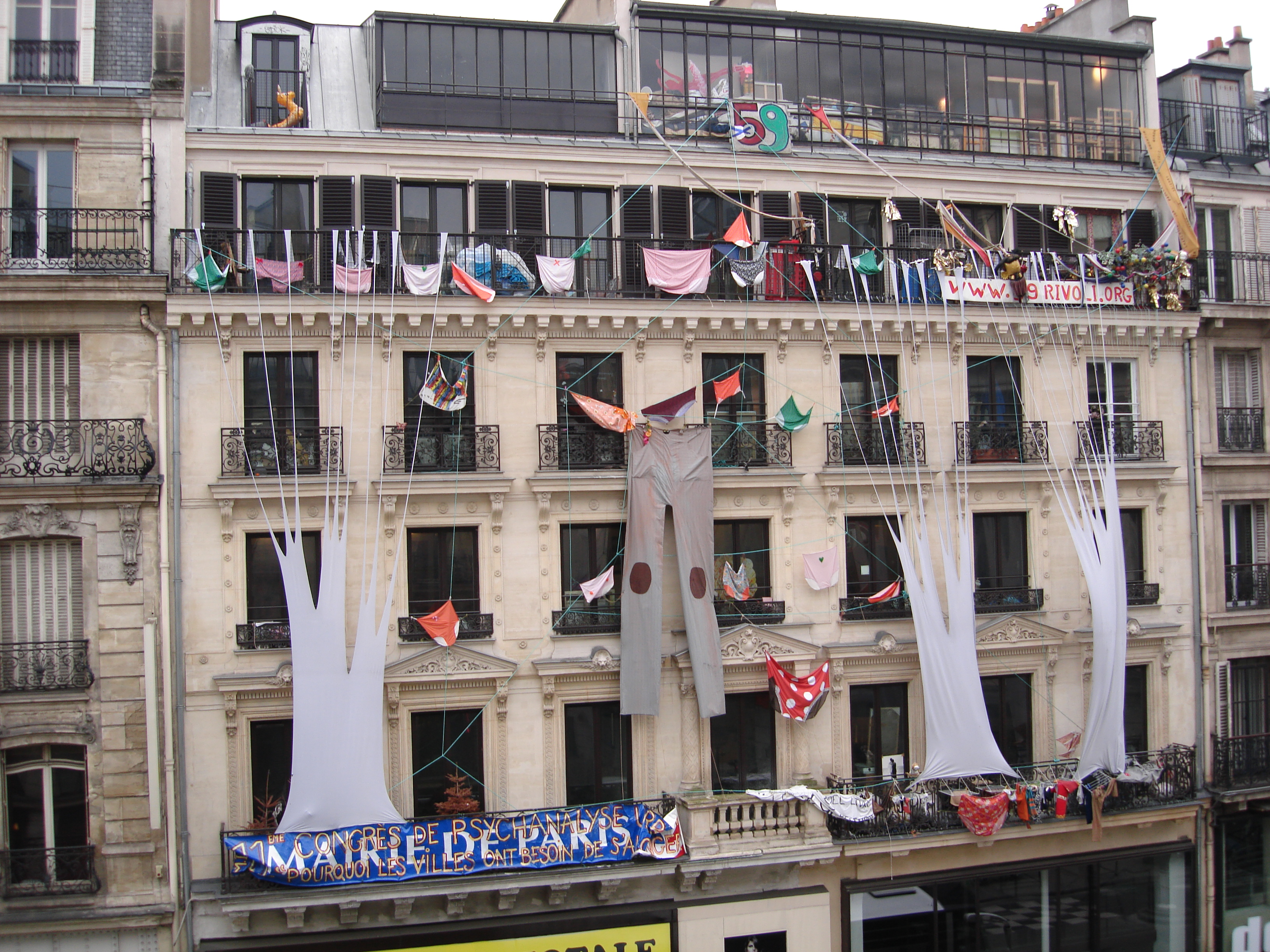
2011年のリヴォリ通り59番地

リヴォリ通り59 番地の建物は、以前はクレディ・リヨネ銀行(the Crédit Lyonnais bank)の支店であった。 アーティストが6階建ての空きビルを引き継ぎ、アートの展示やパーティーの開催を開始するまで、15年間放棄されていた。 建物は、1800年代半ばのジョルジュ・オスマンのパリ改造による都市再開発と成長の時代のものである。 建物の真ん中にある6つのらせん階段は6階まで続き、壁と床は鮮やかな色の壁画に囲まれている。 
ガスパール・ドラノエを含むアーティストのグループは、15年間放棄されていたクレディエ・リヨネ銀行の旧支店の建物を不法占拠した。 パリ議会は当初、アーティストを追放することを計画していましたが、メディアの積極的な注目を集めるようになり退去した。  59リヴォリが数年間にわり不法占拠された後、パリ市は不法占拠者たちの退去を検討した。 市当局は2001年に、年間40,000人以上が59 Rivoliを訪れていることを留意した。これは、市内で3番目に見学者の多い現代美術の中心、または博物館ということになる。 パリ市庁当局は、アートスタジオや観光のための合法的なスペースに一新するために建物を正規の手続きて購入した。  59 Rivoliは、パリ市当局による初めての法的に有効な施設への転用であったが、こうしたプロジェクトは2006年から継続されている。 
2006年から2009年の間に、建物は改装され、30のアーティストスタジオが再びオープンした。   2019年の時点で、現代アートギャラリーには年間70,000人の訪問者がある。 アーティストは、絵画、彫刻、エレクトロニックアートなど、さまざまなメディアの作品を展示、販売している。 パリのアーティストコミュニティでは、正式に設立されたアートギャラリーが、そこで働くアーティストにもっと多くの機会を提供するのか、それとも芸術的プロセスを阻害するのかについて議論がある。 パリのその他のアーティストたちによる空きビルの不法占拠には、レ・フリゴ( LesFrigos)がある。